# Heinrich Völkel
Heinrich Völkel (* 1. Februar 1925 in Erndtebrück; † 10. Dezember 1992 in Langenfeld) war ein deutscher Politiker (SPD). Er war 40 Jahre Stadtrat und langjähriger stellvertretender Bürgermeister der Stadt Langenfeld (Rheinland).

## Leben
Heinrich Völkel wurde als Sohn eines Fabrikarbeiters geboren. Nach der Übersiedlung der Familie nach Langenfeld im Jahr 1938 besuchte er die Volksschule in Reusrath. Als 13-Jähriger sah die brennenden Reste der Synagoge in der Hauptstraße und er erlebte die Übergriffe von Nationalsozialisten auf jüdische Bürger. Nach dem Krieg arbeitete er als Sattler und Polsterer beim Bundesbahn-Ausbesserungswerk in Opladen. Dort begann er sich im Jahr 1949 gewerkschaftlich zu engagieren.
Am 1. April 1950 trat Völkel in die SPD ein. Im Jahr 1952 gelangte er als Nachrücker in den Langenfelder Stadtrat. Von 1960 bis 1984 arbeitete er als Geschäftsführer der SPD im Kreis Mettmann, zunächst im alten Rhein-Wupper-Kreis und anschließend im Rheinisch-Bergischen-Kreis. Von 1962 bis 1987 hatte er den Fraktionsvorsitz der SPD im CDU-dominierten Stadtrat inne. Von 1966 bis 1975 und von 1979 bis 1989 war er stellvertretender Bürgermeister der Stadt Langenfeld. Als langjähriger Vorsitzender des Planungsausschusses gestaltete er die Stadtentwicklung nachhaltig mit.

## Ehrungen
Völkel wurde im Jahr 1973 mit dem Langenfelder Ehrenring ausgezeichnet. Im Jahr 1979 erhielt er das Bundesverdienstkreuz am Bande. Zu seiner 40-jährigen Mitgliedschaft im Stadtrat im Jahr 1992 wurde ihm als zweitem Langenfelder nach Hans Litterscheid das Ehrenbürgerrecht der Stadt verliehen.

## Würdigungen
Die Sportanlage auf der Burgstraße in Immigrath, die 1995 dem Hucklenbrucher Sportverein übergeben wurde, trägt seinen Namen. Im Jahr 1992 wurde er Ehrenvorsitzender des von ihm mitbegründeten Kleingartenvereins „Im Bärenbusch“.